# Гонорий из Казальвьери
Гонорий из Казальвьери — святой мученик, воин римский. День памяти — последнее воскресенье мая.
Святой Гонорий, согласно преданию, пострадал за то, что он не захотел отвергнуть христианство. Его святые мощи были перенесены 27 мая 1747 года из Рима в Казальвьери, покровителем которого он является. Они почивают в храме святого Иоанна Предтечи и святого апостола и евангелиста Иоанна Богослова, что в Казальвьери. 